# Luma de Oliveira

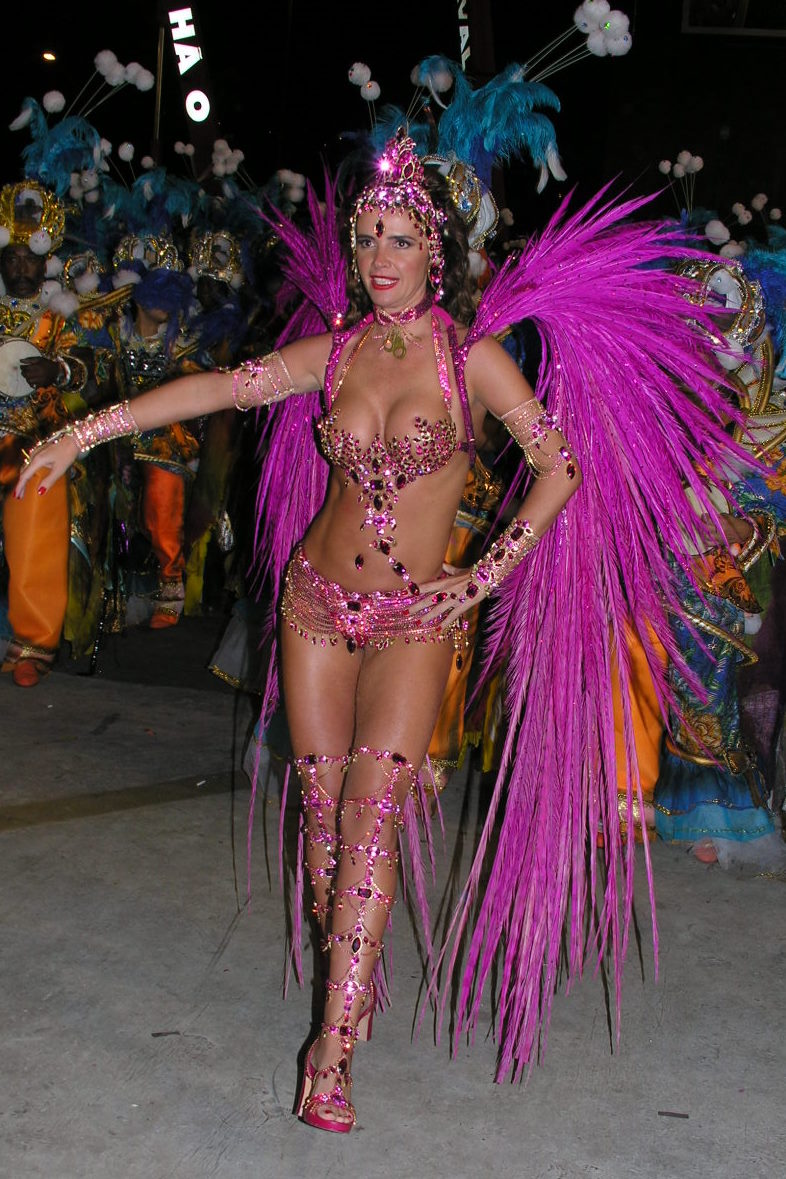
Luma de Oliveira 2005 als Rainha do Carnaval.

Luma de Oliveira (anhörenⓘ * 10. Dezember 1967 in Nova Friburgo, Bundesstaat Rio de Janeiro) ist ein ehemaliges brasilianisches Model und Schauspielerin.
Luma de Oliveira ist in Brasilien bekannt durch hervorragende Auftritte beim Karneval in Rio de Janeiro. So war sie in mehreren Samba-Schulen Madrinha da Bateria (etwa: Patin der Trommeln).
Als Fotomodell war sie fünfmal auf dem Cover des brasilianischen Playboy zu sehen (1987, 1988, 1990, 2001 und 2005). 1987 war sie Miss Playboy International.
Von 1991 bis 2004 war sie mit dem brasilianischen Geschäftsmann Eike Batista verheiratet, mit dem sie zwei Kinder hat; Thor de Oliveira Batista (* 1992) und Olin de Oliveira Batista (* 1996).

## Filmografie
- 1987: Das Erbe der Guldenburgs (TV-Serie) als Isabella Marco
- 1987: O Outro (TV-Serie)
- 1988: Os heróis Trapalhões - Uma Aventura na Selva
- 1989: Solidão, Uma Linda História de Amor
- 1990: Boca de Ouro
- 1990: Meu Bem, Meu Mal (TV-Serie)
- 1994: Boca
- 1997: O Noviço Rebelde